# Colours (Eloy)
Colours is het negende muziekalbum van de Duitse muziekgroep Eloy. De band was na het vorige album deels uit elkaar gevallen; alleen Bornemann en Matziol bleven over. Het album is opgenomen in de "eigen" studio van Bornemann, de Horus Studio in Hannover. De tijdsduur van de tracks is korter dan voorheen.
In 1989 verscheen de eerste compact disc met summiere informatie; in 2000 volgde een verbeterde versie met bonustracks.

## Musici
- Frank Bornemann – zang, gitaar
- Klaus-Peter Matziol – basgitaar, zang
- Hannes Arkona – gitaar
- Hannes Folberth – toetsinstrumenten
- Jim MacGillivry – slagwerk

## Tracklist
| Nr. | Titel                     | Duur |
| --- | ------------------------- | ---- |
| 1.  | Horizons                  | 3:20 |
| 2.  | Illuminations             | 6:19 |
| 3.  | Giant                     | 6:05 |
| 4.  | Impressions               | 3:06 |
| 5.  | Child migration           | 7:23 |
| 6.  | Gallery                   | 3:08 |
| 7.  | Silhouette                | 6:57 |
| 8.  | Sunset                    | 3:15 |
| 9.  | Wings of vision           |      |
| 10. | Silhouette (singleversie) | 3:30 |